# Каунда, Бетти
Беатрис «Бетти» Каунда (урождённая Кавече Банда; 17 ноября 1928, Чинсали — 18 сентября 2012, Хараре) была замбийским педагогом и первой леди Замбии с 1964 по 1991 год в качестве жены первого президента страны Кеннета Каунды. Она была известна среди замбийцев как Мама Бетти Каунда и Мать Замбии.
Как первая леди, она участвовала во многих дипломатических визитах и руководила многими организациями. По мнению политических обозревателей, в качестве первой леди она вела очень простую жизнь. Она написала свою автобиографию вместе со Стивеном А. Мпаши в 1969 году. Участвовала во многих благотворительных инициативах и получила награду Индиры Ганди за ненасилие от UNIP за свои усилия.

## Ранние годы
Бетти Каунда родилась 17 ноября 1928 года в семье Кавече Банда и Милики Сакала Банда в Мпике. Она получила образование в Mbereshi Girls, а затем прошла обучение по женской программе Mindolo Ecumenical Foundation. Работала учительницей в Муфулире.
В 1946 году она вышла замуж за Кеннета Каунду, который участвовал в движении за независимость, а позже стал первым президентом независимой Замбии. По его собственным словам согласно книге «Письмо к моим детям», Каунда была силой, стоящей за ним на протяжении всех 66 лет их отношений, поскольку она заботилась о детях в его отсутствие. Колониальная администрация отправила Каунду в тюрьму, и она начала жечь древесный уголь, чтобы прокормить семью. Считается, что в те дни ей неоднократно угрожали, но она никогда не сдавалась. По её собственным словам, «колониальные администраторы угрожали отправить нас обратно в деревни после ареста наших мужей, но мы отказались». Она упомянула, что письма, которые она получала от мужа в те дни, были для неё источником силы и мотивации. Он приказал ей не уезжать из их дома в Чиленье.

## Первая леди Замбии
Бетти была первой леди Замбии с октября 1964 года по ноябрь 1991 года. Как первая леди, она участвовала во многих дипломатических визитах и руководила многими организациями. По мнению политических обозревателей, она вела очень простую жизнь даже после того, как стала первой леди.. Она написала свою автобиографию вместе со Стивеном А., книга была выпущена в 1969 году. Бетти носила традиционные наряды читэнге, советуя своим коллегам-женщинам носить приличную одежду и избегать имитации нарядов из других стран. Она также советовала молодым девушкам, готовым к замужеству, сохранять африканские традиции (культуру Замбии).
Кеннет Каунда и Бетти считались лидерами в искоренении СПИДа в стране. Многие учёные высоко оценили их за то, что они первыми позволили им пройти тестирование на ВИЧ/СПИД и опубликовать результаты. Она сохраняла спокойствие, когда её муж был заключён в тюрьму в 1990-х годах. Бетти активно выступала против поощрения политических партий предлагать пиво молодёжи, отражая мысли своего мужа, который угрожал уйти с поста президента из-за чрезмерного употребления алкоголя, распространённого в обществе. Она участвовала в сборе пожертвований во время аварии на медном руднике, в результате которой погибло несколько человек. Она получила награду Индиры Ганди за свои усилия в области ненасилия и миротворческих миссий.

## Поздние годы
Каунда считалась национальной матерью граждан Замбии, которые часто называли её почётным прозвищем Мама Бетти Каунда. Много лет страдала сахарным диабетом.
Бетти Каунда умерла рано утром 19 сентября 2012 года в Хараре, Зимбабве, во время посещения своей дочери. Каунда и другие члены семьи уехали в Хараре, чтобы получить её тело. Ей было 83 года, у неё остались муж, восемь детей, 30 внуков и одиннадцать правнуков.
Каунде были устроены государственные похороны как бывшей первой леди Замбии. Она была христианкой, и последние обряды были совершены на основе христианских обычаев. На её похоронах, состоявшихся в соборе Святого Креста в Лусаке 28 сентября 2012 года, присутствовали дипломаты из других стран, государственные чиновники и тысячи замбийцев. Правительство объявило трёхдневный национальный траур, а теле- и радиостанции утром и вечером исполняли посвящённые ей гимны. Первоначально её захоронение планировалось в Миссии Лубва, но было перенесено в столицу Лусаку из-за ухудшения здоровья Каунды.